# Kempnyia umbrina
Kempnyia umbrina is een steenvlieg uit de familie borstelsteenvliegen (Perlidae). De wetenschappelijke naam van de soort is voor het eerst geldig gepubliceerd in 1988 door Froehlich.